# A Wise Guy and a Wise Guy
Albums de Styles P.
Phantom and the Ghost
(2014)
A Wise Guy and a Wise Guy est le huitième album studio de Styles P., sorti le 14 août 2015.
L'album s'est classé 13e au Top R&B/Hip-Hop Albums.

## Liste des titres
| No  | Titre                                                       | Contient un (des) sample(s) de | Durée |
| --- | ----------------------------------------------------------- | ------------------------------ | ----- |
| 1.  | Other                                                       |                                | 3:08  |
| 2.  | My Party (featuring Jadakiss)                               |                                | 3:32  |
| 3.  | Fly (featuring Sofi Green et Tyler Woods)                   |                                | 3:49  |
| 4.  | Telly Port (featuring Snype Life)                           |                                | 2:41  |
| 5.  | I'm a Beast (featuring Sheek Louch)                         | Boom Bye Bye de Buju Banton    | 3:26  |
| 6.  | Get Your Weight Up (featuring Whispers)                     |                                | 3:49  |
| 7.  | Convo with Shawty (Interlude)                               |                                | 1:01  |
| 8.  | Together (featuring Chris Rivers)                           |                                | 3:05  |
| 9.  | Satisfaction Jackson (Interlude)                            |                                | 0:55  |
| 10. | If I Should Fly Away (featuring Tyler Woods)                |                                | 3:18  |
| 11. | I Gotta Tell You (Interlude)                                |                                | 0:38  |
| 12. | Life Time                                                   |                                | 3:50  |
| 13. | Raw (Interlude)                                             |                                | 0:27  |
| 14. | Hate It or Love It (featuring Dyce Payne)                   |                                | 3:16  |
| 15. | Bring It In (featuring Fortes et King Buudha)               |                                | 4:18  |
| 16. | White Niggaz                                                |                                | 3:17  |
| 17. | Welcome to NY (featuring Dave East, Nino Man et Snype Life) |                                | 3:25  |
| 18. | Money Change You                                            | Hello de Poe                   | 4:00  |
| 19. | Ghost in Me (featuring Dyce Payne)                          |                                | 3:08  |
| 20. | Tear the Club Up (featuring Chary Ary, LVB'S et PLF)        |                                | 3:43  |
| 21. | Bang (featuring Whispers)                                   |                                | 3:58  |
| 22. | Maintaining                                                 |                                | 3:45  |